# 広交タクシー
広交タクシー（ひろこうタクシー）は、タクシー・観光バスを運行する会社である。
グループに広島日産自動車（日産・ブルーステージ）があることから、タクシーは2011年に導入されたトヨタ・コンフォートを除きすべて日産車である。
かつては広島市西区の西広島駅と己斐中・東町のフジハイツ、イトーピア団地を走る路線バスを運行していた事もある（2003年9月30日をもって撤退し、路線はエイチ・ディー西広島に移管された）。
2011年に入り、広島県内で初めて電気自動車のタクシー車両（日産・リーフ）を導入した。

## 歴史
1950年12月2日 設立。

## 各営業所(車庫)の所在地
- 本社（総合配車センター）
  - 広島県広島市西区観音新町三丁目2番1号
- 五日市営業所
  - 広島県広島市佐伯区八幡五丁目11番66号
- 緑井営業所
  - 広島県広島市安佐南区緑井六丁目25番35号
- 三篠3丁目タクシーのりば（広交本社前）
  - 広島県広島市西区三篠町三丁目14番17号（広交本社ビル）

## 車両
- 普通車タクシー（日産・クルー・日産・ティーダラティオ、日産・NV200バネット、トヨタ・コンフォート、日産・リーフ、日産・ノート e-POWER、日産・シルフィ）
- ハイヤー（日産・フーガ、日産・エルグランド、日産・セドリック営業車、日産・リーフZE1型）
- ジャンボタクシー（日産・NV350キャラバン）
- 観光バス（日産ディーゼル・スペースアロー、三菱ふそう・エアロバス、日野・セレガHD-S）

## 関連会社
- 広交本社
- 広島交通
- 広交観光
  - 八幡高原191
- 広島日産自動車（日産・ブルーステージ）
- 福山日産自動車（日産・ブルーステージ）
- 新生サービスセンター
- 千代田ゴルフ倶楽部